# قنديلة
القنديلة أو الشمعة أو الشمعة الضوئية (بالإنجليزية: Candela)‏ هي الوحدة القياس الأساسية للشدة الضيائية في نظام الوحدات الدولي. وتُعرَف على أنّها مقدرة الإضاءة في وحدةِ الزاوية المُجسّمة. مفهوم الشدة الضيائية يُقارِب مفهوم الشدة الإشعاعية، إلا أنّه يجمع مساهمة كل طول موجي منبعث من مصدر الضوء عبر وزنِه بدالة الإضاءة المعيارية. وهي نموذج لمدى حساسية العين البشرية إلى أطوال ضوئية مختلفة. إنَّ الشمعة الاعتيادية الشائعة تُصدر شدة إضاءت تقارب القنديلة الواحدة.